# Шареный Бугор
Шареный Бугор — городище эпохи Золотой Орды и Астраханского ханства (XIII—XVI вв.). Находится в низовьях Волги, в Астраханской области, на правом берегу, в 12 км выше по течению от центра современной Астрахани. Представляет собой археологические остатки города Хаджи-Тархан. Известно также под названием Жареный Бугор.

## История возникновения
Городище находится на территории нынешнего посёлка АЦКК, в Трусовском районе Астрахани. Остатки пригородных усадеб располагаются вдоль правого берега Волги от станции Трусово до посёлка Стрелецкое.
О том, что в данном месте располагается татарский город, русским поселенцам было известно изначально — первое время стрелецкие полки располагались в правобережной столице покорённого Астраханского ханства.
В годы строительства Астраханского кремля (1582—1620) развалины Хаджи-Тархана были практически полностью разобраны на кирпич. Город был заброшен и в течение долгого времени городищем интересовались лишь местные жители, добывавшие там селитру.

## Краткая история изучения в XVIII веке
Первым из учёных описал городище П. С. Паллас, который посетил Шареный Бугор в 1793 году. Он ничего не пишет о соотнесении городища с Хаджи-Тарханом, говоря только о явных признаках древнего поселения в данной местности. Помимо подробного описания развалин, он же впервые дал интерпретацию названия городища:
…Название «Шареный Бугор», кажется, происходит от русского слова «шарить» (копать, рыть, скрести в поисках чего-либо) и, возможно, намекает на перерытый в поисках бугор. От незнания многие делают из него «Жареный Бугор». Татары называют это место «Куйок-Кала».
Далее П. С. Паллас указывает также, что Шареный Бугор является богатейшим месторождением селитры.

## Краткая история изучения в XIX веке
Повторно интерес к Шареному Бугру возник лишь только в XIX веке. Однако историческая память о городе Хаджи-Тархане уже успела стереться. Астраханский губернский землемер А. П. Архипов посетил Шареный Бугор. Явные следы в береговом обрыве двух культурных слоёв, разделённых пожаром, были явственны. Архипов решил, несмотря на найденные им в верхнем слое монеты золотоордынской чеканки, что бугор содержит следы древних хазарских городов: в нижнем слое — города Итиль, а в верхнем — города Беленджер.
«Развалины находятся в верстах 10-12 выше от города Астрахани, на правом берегу реки Волги, у самой почти Рыболовной Стрелецкой ватаги. …и именно два города, один над другим. Обрыв Волжского берега, на котором находится замечательная древность, ясно даёт заметить это при наглядном обозрении. Отсюда вытекает такое заключение: город Атель, известный доныне по одному только названию, и находящийся, как теперь открывается, под верхним городом Баланджаром, который был основан уже впоследствии на пепелище первого…»
Но секретарь Казанского археологического общества В. Г. Тизенгаузен кстати внёс поправку к поспешным заключениям А. П. Архипова, уверив, что верхний город «древнейшая Астрахань»
Так сформировался нейтральный вариант интерпретации памятника — в нижнем слое городища Шареный Бугор находится Итиль, а в верхнем слое — Хаджи-Тархан. Наиболее кратко сформулировал эту идею И. А. Бирюков: «Астрахань возникла на развалинах древнего хазарского Итиля».
Большую работу в области изучения памятников старины проводил Василий Никитич Татищев, назначенный в 1741 году Астраханским губернатором. Его письма «являются первым в русской историографии описанием остатков городов Золотой Орды в Нижнем Поволжье». В них приводятся сведения о крупном районе градостроительной культуры, который находился в низовьях Волги и Ахтубы, где «с двадцать верст видимо, что было каменное укрепление». Возможно, центром этого района, предполагают авторы, был город Хаджи-Тархан, остатки которого сейчас полностью уничтожены Волгой.
Огромный вред сохранности городища нанесла природа, а именно начавшийся в XIX веке процесс активного подмывания Шареного Бугра Волгой. Вот сообщение И. А. Житецкого, действительного члена Петровского Общества исследователей Астраханского края:
«Версты 2-3 выше Астрахани, на Волге, против истока Болды правый берег принимает волнообразный вид. На вершине первого из частых холмов-волн находится поселение Калмыцкий Базар, затем на той же волне расположено селение Хохлацкое, за которым следуют один за другим 3 бугра: последних общее название „Шареные“ (или „Жареные“?)… Волга, несколько выше крайнего, 3-го бугра, делает изгиб с юго-востока на юго-запад и потому течение, бьющее здесь постоянно в берега, размывает во время половодья холмы, производит ежегодные обвалы и постепенно из года в год обнажает все новые и новые остатки старины, скрытые в грунте Шареных бугров».
По ходатайству Петровского Общества Императорская археологическая комиссия в 1893 году командировала А. А. Спицына в окрестности Астрахани, который обследовал на Шареном Бугре следы золотоордынского города, тянувшегося по берегу Волги «полосою до 70 сажен ширины» и нашёл характерные для Золотой Орды вещи и монеты. Также Спицын обнаружил «вблизи Жаренного Бугра три кладбища, одно из них оказалось со склепами. Один из склепов был 4-х угольной формы, с восточной стороны имел слуховое окно или отверстие и заключал в себе остатки 4-х костяков без вещей». В результате проведённых раскопок Спицын сделал вывод, что «никаких следов давнего поселения ранее XIV века здесь нет», и что скорее всего, Шареный Бугор представляет собой остатки старой Астрахани.

## Краткая история изучения в XX веке
С 1900 года исследованиями городища занимались М. И. Турпаев и П. М. Новиков. Ими был обнаружен трубопровод из пяти звеньев, который выходил одним концом к обрыву в сторону Волги, а другим направлялся на северо-восток.
Петровское Общество было обеспокоено судьбой городища, поскольку оно неумолимо разрушалось рекой и грабителями. В 1903 году на ходатайство общества о финансировании проведения археологических исследований на городище Шареный Бугор Императорская археологическая комиссия ответила отказом, так как «в настоящее время раскопки на Жаренном Бугре не могут войти в число ближайших задач Археологической комиссии».
Лишь в 1913 году Открытый лист на раскопки городища Шареный Бугор был выдан шведскому археологу Т. Арне — директору Национального музея в Стокгольме. В ходе проведённых исследований в центре городища им было обнаружено строение золотоордынского времени, в котором находилось несколько человеческих черепов, монеты, красноглиняная и кашиная посуда. Материалы раскопок были вывезены Арне, с разрешения Археологической комиссии, за границу. Шведский археолог не ознакомил с результатами своей работы ни Петровское Общество, ни Археологическую комиссию.
В 1915 году членом Петровского Общества П. М. Новиковым был обнаружен кирпичный склеп с правильным сводом в обрыве Шареного Бугра. Недалеко от склепа был обнаружен край кирпичной стены.
В 1921 году городище Шареный Бугор посетил профессор Ф. В. Баллод, который в своей работе упомянул о нём как о золотоордынском памятнике.
В 1924 году Петровское Общество направило для изучения разрушаемой Волгой части городища Шареный Бугор М. М. Образцова, П. М. Новикова и А. Г. Пушкарёва. Данная группа исследовала три бугра, которые относились к восточной части золотоордынского города Хаджи-Тархана (в настоящее время эта часть города смыта Волгой). В результате исследований на двух буграх было обнаружено несколько кирпичных и сырцовых строений. На третьем бугре находилось средневековое кладбище с многочисленными склепами. В ходе археологических раскопок были найдены монеты, изразцовые плитки, поливная и неполивная керамика, бусы, перстни, украшения из кости, железный котёл, оселки из песчаника, железные крючки, свинцовые пломбы.
В 1935 году на Шареном Бугре проводились археологические разведки А. Г. Усачёвым, в результате которых обнаружена кирпичная постройка круглой формы, облицованная алебастром и цветными поливными изразцами, «с идущими к ней с нескольких сторон каменными сводчатыми ходами», а в 1947 году на Шареном Бугре, по сообщениям местных краеведов, был размыт городской некрополь. В обрыве размытого бугра были видны зольные пятна.
В 1966 году, накануне строительства Астраханского целлюлозно-картонного комбината (АЦКК), были проведены первые серьёзные и масштабные археологические раскопки под руководством А. М. Мандельштама и В. И. Филипченко. Северная часть бугра была уже уничтожена в результате строительных работ и вследствие размыва берега. Были обнаружены целый квартал жилищ (землянок, производственных сооружений), гончарные горны и кладбище, которое находилось на окраине золотоордынского города.
В 1984 году в 3 км к востоку от центральной части городища астраханским археологом В. В. Плаховым был раскопан комплекс усадьбы, состоящей из центрального многокомнатного дома и четырёх землянок, существовавший в XIV—XV веках. 
Археологические разведки, проводившиеся с охранными целями в 1990-х годах, выявили большое количество поселений-спутников Хаджи-Тархана, загородных усадеб и сельских поселений, входивших в его ближнюю округу. Однако, сам город, к сожалению, на настоящий момент не сохранился — большая часть культурного слоя либо осыпалась в реку в результате размывания берега, либо была застроена при возведении АЦКК с жилым микрорайоном и посёлка Стрелецкое. В музейных коллекциях Астрахани, Москвы, Санкт-Петербурга, Саратова, Волгограда и некоторых других городов хранятся десятки тысяч археологических находок, обнаруженных на территории Хаджи-Тархана — это и монеты, и фрагменты керамики, и изразцы, и железные предметы — оружие и орудия труда, и многое-многое другое.

## Современное состояние
В начале XXI века территория городища практически полностью застроена посёлками АЦКК, Стрелецкое, Приволжье и снято с государственной охраны. Согласно постановлению главы администрации Астраханской области от 28.06.2001 N 329 «О передаче памятников истории и культуры областного (местного) значения в государственную собственность Астраханской области», на территории городища и в его округе на государственной охране находятся только три памятника археологии — грунтовый могильник «Приволжский» (решение Облисполкома № 37 от 25.01.90, постановление главы администрации Астраханской области № 146 от 31.08.93), усадьба городища «Хаджи-Тархан» XIII—XIV вв. (решение Облисполкома № 639 от 29.11.90, постановление главы администрации Астраханской области № 146 от 31.08.93) и грунтовый могильник «Долгий» (постановление главы администрации Астраханской области № 146 от 31.08.93)